# Aeroporto di Auckland
L'aeroporto di Auckland(IATA: AKL, ICAO: NZAA) è uno scalo aeroportuale neozelandese definito come internazionale dalle autorità dell'aviazione civile neozelandesi The Civil Aviation Authority of New Zealand situato a 21 km dalla città di Auckland.

## Descrizione

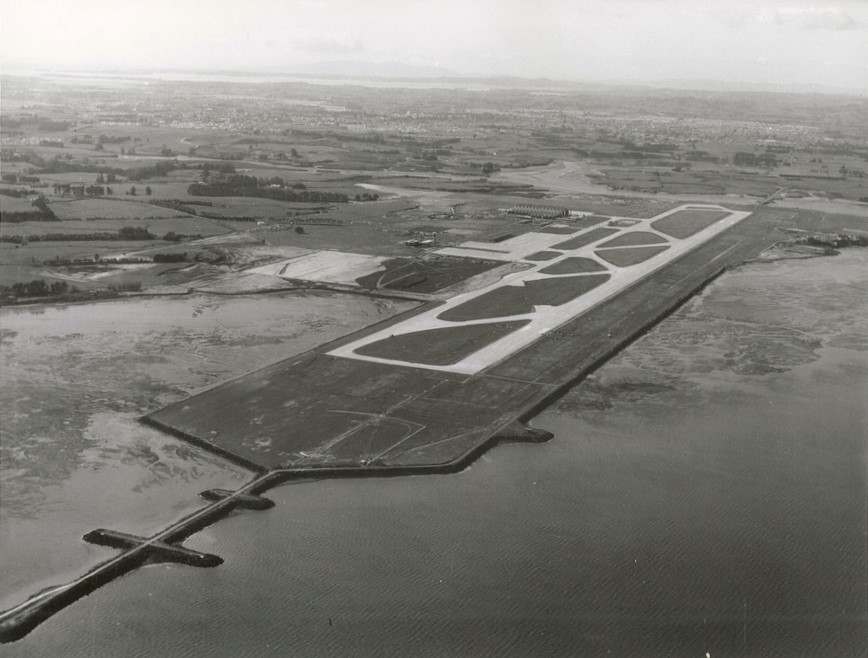
L'aeroporto nel 1965

L'aeroporto è collegato alla città mediante un servizio di pullman che partono ogni 15 minuti.
L'aeroporto è diviso in due terminal, Auckland Domestic, per i collegamenti interni al paese, ed Auckland International per i collegamenti internazionali.
L'aeroporto è hub principale per la compagnia aerea Air New Zealand.
La struttura permette 45 movimenti d'aerei all'ora utilizzando una singola pista con ILS di categoria IIIb.